# Pseudosyrichthus
Pseudosyrichthus är ett släkte av skalbaggar. Pseudosyrichthus ingår i familjen Dynastidae.
Kladogram enligt Catalogue of Life:
| Pseudosyrichthus | \| \| Pseudosyrichthus clathratus \| \| \| \| \| \| Pseudosyrichthus gerstaeckeri \| \| \| \| \| \| Pseudosyrichthus senegalensis \| \| \| \| |
|                  | \| \| Pseudosyrichthus clathratus \| \| \| \| \| \| Pseudosyrichthus gerstaeckeri \| \| \| \| \| \| Pseudosyrichthus senegalensis \| \| \| \| |
|                  | Pseudosyrichthus clathratus |
|                  | |
|                  | Pseudosyrichthus gerstaeckeri |
|                  | |
|                  | Pseudosyrichthus senegalensis |
|                  | |